# Carryin' on with Johnny Cash and June Carter
Carryin' on with Johnny Cash and June Carter es el álbum número 24 en la carrera de los músicos country Johnny Cash y June Carter. Lanzado el año 1967, el álbum consiste exclusivamente en dúos de Johnny y June, siendo su tema más famoso la canción "Jackson" aunque "Long Legged Guitar Pickin' Man" también fue lanzado como un simple. Cash y Carter se casaron 7 meses después del lanzamiento del álbum, y Jackson continúa siendo su colaboración más memorable, el cual han interpretado en diferentes lugares a lo largo de los años. En el año 2002, el álbum fue reeditado por Legacy recordings con 2 canciones adicionales.

## Canciones
1. Long Legged Guitar Pickin' Man – 2:37
(Marshall Grant)
2. Shantytown – 2:23
(Cash, Carter)
3. It Ain't Me, Babe – 3:06
(Bob Dylan)
4. Fast Boat to Sydney – 2:31
(Helen Carter, Anita Carter)
5. Pack Up Your Sorrows – 2:29
(Richard Fariña, Pauline Marden)
6. I Got a Woman – 3:17
(Ray Charles)
7. Jackson – 2:48
(Billy Ed Wheeler, Gaby Rogers)
8. Oh, What a Good Thing We Had – 2:46
(Cash, Carter)
9. You'll Be All Right – 1:49
(Cash, Carter)
10. No No No – 1:52
(Cash)
11. What'd I Say – 2:53
(Ray Charles)

### Extras
1. The Wind Changes – 2:50
(Cash)
2. From Sea to Shining Sea – 1:35
(Cash)

## Personal
- Johnny Cash - Vocalista
- June Carter - Vocalista
- Carl Perkins - Guitarra
- Luther Perkins - Guitarra
- Bob Johnson - Guitarra
- Norman Blake - Guitarra y Dobro
- Marshall Grant - Bajo
- W.S. Holland - Percusión
- Charlie McCoy - Armónica
- Bill McElhiney - Trompeta
- Karl Garvin - Trompeta
- Phil Balsey - Coro
- Jan Howard - Coro
- The Carter Family - Coro

## Posición en listas
Álbum - Billboard (América del Norte)
| Año  | Tabla           | Posición |
| ---- | --------------- | -------- |
| 1967 | Álbumes country | 5        |
| 1967 | Álbumes Pop     | 194      |

Canciones - Billboard (América del Norte)
| Año  | Canción                          | Tabla             | Posición |
| ---- | -------------------------------- | ----------------- | -------- |
| 1967 | "Long Legged Guitar Pickin' Man" | Canciones country | 6        |